# 1C星表
1C星表是劍橋大學電波星表第一版（英語：First Cambridge Catalogue of Radio Sources）的簡稱，是天體目錄的一種，指的是Ryle M、Smith F G和Elsmore B在1950年發表于《皇家天文學會月報》上110卷第508-523頁列出的目錄表：《北半球電波源的初步調查》（A Preliminary Survey of Radio Stars in the Northern Hemisphere）。
1C星表列出了大約50個電波源，都是以3.7米波長的固定子午線干涉儀檢測到的。根據特殊物理天文台的研究人員，許多列在1C目錄上的電波源在不久之後就被發現是受到雜訊影響假象，實際上並不是真正的電波源。
這項統計調查是在1950年使劍橋的舊來福陣列完成的，這項設備主要是透過3.7米波長的萊爾相位切換技術進行的。弗朗西斯·格拉汉姆-史密斯也使用干涉儀測量電離層的電子密度。
這個統計調查的目錄只是非正式的被稱為1C目錄。